# Armée d'Italie
Pour les articles homonymes, voir Armée d'Italie (homonymie).
« Armée de réserve (1800) » redirige ici. Pour les autres significations, voir Armée de réserve.
L'armée d'Italie est une armée de la Révolution française.
Son théâtre d'opérations se cantonna sur le littoral et l'arrière-pays des Alpes-Maritimes, jusqu'à ce que Napoléon Bonaparte en prenne la tête et triomphe en Italie durant deux campagnes mémorables.

## Formation et évolution
- Créée par arrêté du Conseil exécutif du 1er novembre 1792 à partir de l'aile droite de l’armée des Alpes, appelée indûment armée du Var depuis un mois par le général d'Anselme. Cet arrêté, qui rend le général d'Anselme indépendant du général de Montesquiou-Fézensac n'est mis à exécution que le 7 novembre.
- Par arrêté du 4 septembre 1793, une nouvelle armée, dite armée devant Toulon, est créée dans son arrondissement par les représentants, et formée de deux forts détachements venant l'un de l'armée des Alpes, l'autre de celle d'Italie.
- Par arrêté des 25 et 28 décembre 1793 (5 et 8 nivôse an II), à la fin du siège de Toulon, l'armée devant Toulon est dissoute et divisée entre les garnisons du Midi, de la Corse, l'armée d'Italie et celle des Pyrénées orientales
- En septembre 1795, elle reçoit 4 divisions (16 000 hommes) de renfort, en provenance de l’armée des Pyrénées orientales, victorieuse. Avec ces renforts, l’armée est composée en très forte majorité de bataillons de volontaires du Midi
- Par arrêté en date du 3 février 1798 (15 pluviôse an VI), elle se divise en armée d'Italie et en armée de Rome
- Par arrêté du 5 juillet 1799 (17 messidor an VII), mis à exécution le 21 juillet, elle est divisée en armée des Alpes et armée d'Italie.
- Par arrêté du 29 août 1799 (12 fructidor an VII), mis à exécution le 1er septembre, l'armée des Alpes est supprimée et réunie à l'armée d'Italie.
- Par arrêté du 23 juin 1800 (4 messidor an VIII), les armées de Réserve et d'Italie sont réunies en une seule sous la dénomination d'armée d'Italie
- Par arrêté du 1er juin 1801 (12 prairial an IX), exécutoire à partir du 20 juin, l'armée d'Italie est dissoute. Elle prend alors avec une nouvelle organisation la dénomination de corps de troupes françaises dans la Cisalpine.
- Le 14 février 1802, elle prend la dénomination de troupes françaises dans la République italienne
- Par arrêté du 27 février 1802 (8 ventôse an X), exécutoire le 22 mars, elle est mise sur le pied de paix et réduite à 25 000 hommes.

## Généraux
- du 7 novembre au 25 décembre 1792 : général d'Anselme, qui n'eut ni le titre, ni les prérogatives de général d'armée
- du 26 décembre 1792 au 9 février 1793, par intérim : maréchal de camp Brunet
- du 10 février au 4 mai 1793 : général Biron
- du 5 mai au 8 août 1793 : général Brunet ; à partir du 2 juin subordonnément au général Kellermann
- du 9 août 1793 au 20 novembre 1794 : général du Merbion
- Armée devant Toulon :
  - du 5 septembre au 6 novembre 1793 : général Carteaux
  - du 7 au 12 novembre, par intérim : général La Poype
  - du 13 au 15 novembre, provisoirement en attendant l'arrivée du général Dugommier : général Doppet
  - du 16 novembre au 28 décembre : général Dugommier avec le titre de général en chef de l'armée d'Italie
- du 21 novembre 1794 au 5 mai 1795 : général Schérer
- du 6 mai au 28 septembre 1795 : général Kellermann (*), commandant les deux armées des Alpes et d'Italie réunies, immédiatement celle d'Italie
- du 29 septembre 1795 au 26 mars 1796 : général Schérer, démissionnaire
- du 27 mars 1796 au 16 novembre 1797 : général Bonaparte (**)
- du 17 novembre au 21 décembre 1797, par intérim : général Kilmaine
- du 22 décembre 1797 au 3 avril 1798 : général Berthier (*)
- du 4 avril au 27 juillet 1798 : général Brune (*)
- du 28 juillet au 18 août 1798, par intérim : général Gaultier
- du 19 août au 31 octobre 1798 : général Brune
- du 1er novembre 1798 au 31 janvier 1799 : général Joubert, avec le commandement supérieur sur l'armée de Rome. Du 11 au 25 décembre, le général Moreau commande de fait l'armée.
- du 1er février au 6 mars : général Delmas
- du 7 au 11 mars 1799, provisoirement : général Bruneteau Sainte-Suzanne
- du 12 mars au 26 avril 1799 : général Schérer, avec le commandement supérieur sur l'armée de Naples
- du 27 avril au 4 août 1799 : général Moreau, avec le commandement supérieur sur l'armée de Naples
- du 5 au 15 août 1799 : général Joubert, les armées d'Italie et des Alpes, tué à la bataille de Novi
- du 15 août au 20 septembre 1799 : général Moreau
- du 21 septembre au 30 décembre 1799 : général Championnet
- du 31 décembre 1799 au 5 janvier 1800 : général Suchet (*)
- du 6 au 15 janvier 1800, par intérim : général Marbot
- du 16 janvier au 16 juin 1800 : général Masséna (*)
- du 17 au 24 juin 1800, par intérim : général Suchet
- du 25 juin au 21 août 1800, général Masséna
- du 22 août 1800 au 7 mars 1801 : général Brune
- du 8 mars au 27 août 1801, par intérim : général Moncey (*)

Les généraux en chef dont le nom est suivi d'une étoile (*) sont ou ont été par la suite maréchal d'Empire
Le général en chef dont le nom est suivi de deux étoiles (**) a été par la suite Empereur des Français

## L'armée de Réserveformée à Dijon en 1800
C’est cette armée qui bat les Autrichiens dans la bataille de Marengo le 14 juin 1800 (25 prairial de l'an VIII).
Formation et évolution :
- Elle est créée par arrêté du 8 mars 1800 (17 ventôse de l'an VIII).
- Par arrêté du 23 juin 1800 (4 messidor de l'an VIII), l’armée de Réserve et le reste de l’armée d'Italie sont réunies en une seule sous la dénomination d'armée d'Italie et celle-ci est désormais commandée par Masséna.

Commandement:
- Napoléon Bonaparte, Premier consul et commandant en personne
- du 2 avril au 23 juin 1800 : général Berthier, général en chef[2]

L'arrêté du 23 juin 1800 (4 messidor de l'an VIII) stipule : 
- Article 1er : L'armée d'Italie sera composée des demi-brigades d'infanterie de ligne ci-après, savoir[3] :

- 1re demi-brigade de deuxième formation
- 2e demi-brigade de deuxième formation
- 3e demi-brigade de deuxième formation
- 10e demi-brigade de deuxième formation
- 11e demi-brigade de deuxième formation
- 22e demi-brigade de deuxième formation
- 24e demi-brigade de deuxième formation
- 26e demi-brigade de deuxième formation
- 28e demi-brigade de deuxième formation
- 29e demi-brigade de deuxième formation
- 30e demi-brigade de deuxième formation
- 34e demi-brigade de deuxième formation
- 40e demi-brigade de deuxième formation
- 41e demi-brigade de deuxième formation
- 43e demi-brigade de deuxième formation
- 44e demi-brigade de deuxième formation
- 58e demi-brigade de deuxième formation
- 59e demi-brigade de deuxième formation
- 60e demi-brigade de deuxième formation
- 67e demi-brigade de deuxième formation
- 68e demi-brigade de deuxième formation
- 70e demi-brigade de deuxième formation
- 71e demi-brigade de deuxième formation
- 72e demi-brigade de deuxième formation
- 74e demi-brigade de deuxième formation
- 78e demi-brigade de deuxième formation
- 91e demi-brigade de deuxième formation
- 96e demi-brigade de deuxième formation
- 97e demi-brigade de deuxième formation
- 99e demi-brigade de deuxième formation
- 101e demi-brigade de deuxième formation
- 102e demi-brigade de deuxième formation
- 105e demi-brigade de deuxième formation
- 106e demi-brigade de deuxième formation
- 107e demi-brigade de deuxième formation

## Liste des campagnes, batailles
- 21 septembre 1794 : bataille de Dego (1794) (victoire emportée grâce au chef de l’artillerie, Bonaparte)
- 24 novembre 1795 : bataille  de Loano (victoire non exploitée)
- Campagne d'Italie (1796-1797)

Montenotte — Millesimo — Dego — Mondovi — Cherasco — Fombio — Pont de Lodi — Mantoue — Lonato — Castiglione — Peschiera — Rovereto — Bassano — Pont d'Arcole — Rivoli — Faenza —Valvasone— Tyrol — Pâques véronaises
- Campagne d'Italie (1799-1800)

Magnano — Cassano — Trebbia — Mantoue — Novi — Montebello — Gênes — Marengo — Pozzolo

## Effectifs
- 199e demi-brigade de première formation

## Reprise en main de l’armée par le général Bonaparte
Mal ravitaillée, la solde arrivant irrégulièrement, l’armée d’Italie en est souvent réduite à la maraude pour survivre. Les uniformes comme les souliers sont rares. À l’arrivée de Bonaparte (il prend ses fonctions le 27 mars), l’indiscipline s’est installée. Des chansons chouanes sont reprises par la troupe, une compagnie du Dauphin est constituée. Tout en améliorant, dans la mesure du possible, le ravitaillement, il rétablit la discipline. Il fait juger des officiers ayant crié Vive le roi !, licencie le 13e régiment de hussards pour indiscipline. Un régiment entier, mutiné fin mars, est dissous. Ainsi épurée, l’armée d’Italie est la plus jacobine de toutes les armées françaises.
Les premières victoires, apportant meilleur ravitaillement et permettant de payer la solde grâce aux contributions de guerre levées sur le pays conquis, améliorent la situation, mais jusqu'à 1797, des « défaillances » individuelles ou collectives sont signalées dans des mémoires (mais tues dans les communications officielles).

## Filmographie
- Abel Gance : Napoléon (1927). Final du film en triple écran.

### Source
- Charles Clerget, Tableaux des armées françaises pendant les guerres de la Révolution (Librairie militaire 1905) ;